# Cedovim
Cedovim é uma vila portuguesa sede da Freguesia de Cedovim do Município de Vila Nova de Foz Côa, freguesia com 30,76 km² de área e 284 habitantes (censo de 2021), tendo, por isso, uma densidade populacional de 9,2 hab./km².
A povoação de Cedovim foi elevada à categoria de vila em 1999.

## Demografia
A população registada nos censos foi:
| Distribuição da População por Grupos Etários | Distribuição da População por Grupos Etários | Distribuição da População por Grupos Etários | Distribuição da População por Grupos Etários | Distribuição da População por Grupos Etários |
| -------------------------------------------- | -------------------------------------------- | -------------------------------------------- | -------------------------------------------- | -------------------------------------------- |
| Ano                                          | 0-14 Anos                                    | 15-24 Anos                                   | 25-64 Anos                                   | > 65 Anos                                    |
| 2001                                         | 51                                           | 60                                           | 190                                          | 133                                          |
| 2011                                         | 28                                           | 33                                           | 162                                          | 115                                          |
| 2021                                         | 23                                           | 16                                           | 130                                          | 115                                          |

## Património
- Igreja de Cedovim
- Capela de Santo António
- Capela de Santa Marinha
- Capela de São Sebastião
- Capela de Santa Maria Madalena
- Casa de Nossa Senhora da Conceição ou Casa Grande de Cedovim ou Solar dos de Azeredos Teixeiras de Aguilares Viscondes de Samodães e Condes de Samodães
- Casa dos Tavares
- Pelourinho de Cedovim